# Лардент, Виктор
Виктор Лардент (англ. Victor Lardent; 1905—1968) — английский типограф, штатный дизайнер и художник отдела рекламы газеты «The Times» в Лондоне.
Совместно с Стенли Морисоном, разработал шрифт Times New Roman в 1932 году, который используется в Microsoft Word. За основу Лардент взял копии страниц из книги Христофора Плантена.